# Thibaut Pinot
Thibaut Pinot (* 29. května 1990) je francouzský profesionální silniční cyklista jezdící za UCI WorldTeam Groupama–FDJ.

## Úspěchy

#### Výsledky na etapových závodech
| Výsledky na Grand Tours        |      |      |      |      |      |      |      |      |      |      |      |      |
| Grand Tour                     | 2010 | 2011 | 2012 | 2013 | 2014 | 2015 | 2016 | 2017 | 2018 | 2019 | 2020 | 2021 |
| Giro d'Italia                  | —    | —    | —    | —    | —    | —    | —    | 4    | DNF  | —    | —    | —    |
| Tour de France                 | —    | —    | 10   | DNF  | 3    | 16   | DNF  | DNF  | —    | DNF  | 29   | —    |
| Vuelta a España                | —    | —    | —    | 7    | DNF  | —    | —    | —    | 6    | —    | DNF  | —    |
| Výsledky na etapových závodech |      |      |      |      |      |      |      |      |      |      |      |      |
| Závod                          | 2010 | 2011 | 2012 | 2013 | 2014 | 2015 | 2016 | 2017 | 2018 | 2019 | 2020 | 2021 |
| Paříž–Nice                     | —    | —    | —    | —    | —    | —    | —    | —    | —    | —    | 5    | —    |
| Tirreno–Adriatico              | —    | —    | 50   | —    | DNF  | 4    | 5    | 3    | —    | 5    | —    | 43   |
| Volta a Catalunya              | 49   | —    | DNF  | 8    | 13   | —    | —    | —    | 10   | 11   | NS   | —    |
| Kolem Baskicka                 | —    | —    | DNF  | 40   | 9    | 10   | 4    | —    | —    | —    | NS   | —    |
| Tour de Romandie               | 30   | —    | 11   | 12   | 10   | 4    | 2    | —    | —    | —    | NS   | —    |
| Critérium du Dauphiné          | 20   | 16   | —    | —    | —    | —    | 16   | —    | —    | 5    | 2    | —    |
| Tour de Suisse                 | —    | —    | DNF  | 4    | 15   | 4    | —    | —    | —    | —    | NS   | —    |

#### Výsledky na klasikách
| Monument                 | 2010                              | 2011                              | 2012                              | 2013                              | 2014                              | 2015                              | 2016                              | 2017                              | 2018                              | 2019                              | 2020                              | 2021                              |
| ------------------------ | --------------------------------- | --------------------------------- | --------------------------------- | --------------------------------- | --------------------------------- | --------------------------------- | --------------------------------- | --------------------------------- | --------------------------------- | --------------------------------- | --------------------------------- | --------------------------------- |
| Milán – San Remo         | Nezúčastnil se během své kariéry. | Nezúčastnil se během své kariéry. | Nezúčastnil se během své kariéry. | Nezúčastnil se během své kariéry. | Nezúčastnil se během své kariéry. | Nezúčastnil se během své kariéry. | Nezúčastnil se během své kariéry. | Nezúčastnil se během své kariéry. | Nezúčastnil se během své kariéry. | Nezúčastnil se během své kariéry. | Nezúčastnil se během své kariéry. | Nezúčastnil se během své kariéry. |
| Kolem Flander            | Nezúčastnil se během své kariéry. | Nezúčastnil se během své kariéry. | Nezúčastnil se během své kariéry. | Nezúčastnil se během své kariéry. | Nezúčastnil se během své kariéry. | Nezúčastnil se během své kariéry. | Nezúčastnil se během své kariéry. | Nezúčastnil se během své kariéry. | Nezúčastnil se během své kariéry. | Nezúčastnil se během své kariéry. | Nezúčastnil se během své kariéry. | Nezúčastnil se během své kariéry. |
| Paříž–Roubaix            | Nezúčastnil se během své kariéry. | Nezúčastnil se během své kariéry. | Nezúčastnil se během své kariéry. | Nezúčastnil se během své kariéry. | Nezúčastnil se během své kariéry. | Nezúčastnil se během své kariéry. | Nezúčastnil se během své kariéry. | Nezúčastnil se během své kariéry. | Nezúčastnil se během své kariéry. | Nezúčastnil se během své kariéry. | Nezúčastnil se během své kariéry. | Nezúčastnil se během své kariéry. |
| Lutych–Bastogne–Lutych   | Nezúčastnil se během své kariéry. | Nezúčastnil se během své kariéry. | Nezúčastnil se během své kariéry. | Nezúčastnil se během své kariéry. | Nezúčastnil se během své kariéry. | Nezúčastnil se během své kariéry. | Nezúčastnil se během své kariéry. | Nezúčastnil se během své kariéry. | Nezúčastnil se během své kariéry. | Nezúčastnil se během své kariéry. | Nezúčastnil se během své kariéry. | Nezúčastnil se během své kariéry. |
| Giro di Lombardia        | —                                 | 47                                | DNF                               | 12                                | 14                                | 3                                 | —                                 | 5                                 | 1                                 | —                                 | —                                 |                                   |
| Klasika                  | 2010                              | 2011                              | 2012                              | 2013                              | 2014                              | 2015                              | 2016                              | 2017                              | 2018                              | 2019                              | 2020                              | 2021                              |
| Clásica de San Sebastián | 78                                | —                                 | —                                 | —                                 | —                                 | 20                                | —                                 | 17                                | —                                 | —                                 | NS                                | —                                 |
| Strade Bianche           | —                                 | —                                 | —                                 | —                                 | —                                 | —                                 | —                                 | 9                                 | —                                 | —                                 | —                                 | —                                 |

| —   | Neúčastnil se |
| DNF | Nedokončil    |
| JS  | Jede se       |
| NS  | Nekonalo se   |